# Manchester United F.C. 9–0 Southampton F.C.
Trận đấu bóng đá thuộc khuôn khổ giải Ngoại hạng Anh 2020–21 giữa Manchester United và Southampton được diễn ra tại Old Trafford, Manchester, vào ngày 2 tháng 2 năm 2021. Trận đấu kết thúc với tỷ số 9–0 nghiêng về Manchester United, cân bằng tỷ số chiến thắng kỷ lục trong một trận đấu ở Premier League, cùng với chiến thắng 9–0 của chính họ trên sân nhà trước Ipswich Town vào tháng 3 năm 1995 và chiến thắng 9–0 của Leicester City trước Southampton vào tháng 10 năm 2019. Các bàn thắng được ghi bởi Aaron Wan-Bissaka, Marcus Rashford, Jan Bednarek (phản lưới nhà), Edinson Cavani, Anthony Martial (2), Scott McTominay, Bruno Fernandes (phạt đền) và Daniel James. 8 cầu thủ khác nhau đã ghi bàn cho United (bao gồm cả bàn phản lưới của Bednarek), phá vỡ kỷ lục ghi nhiều bàn thắng nhất mọi thời đại ở Premier League cho một đội trong một trận đấu duy nhất, được thiết lập khi bảy cầu thủ Chelsea ghi bàn trong chiến thắng 8–0 trước Aston Villa vào tháng 12 năm 2012.
Trận đấu chứng kiến số cầu thủ của Southampton giảm tới 9 người; Alex Jankewitz được tung vào sân ở phút thứ hai, và Bednarek ở phút thứ 86. Thẻ đỏ của Jankewitz là một trong bốn trường hợp cầu thủ bị đuổi khỏi sân trong hai phút đầu tiên của một trận đấu tại Premier League. Trận đấu là trận đấu có tỷ số cao thứ ba trong lịch sử Premier League, với chín bàn thắng. Cả hai bên đều có bàn thắng không được công nhận. Mason Greenwood bị từ chối bàn thắng ở phút 43 khi trọng tài Mike Dean trao một quả phạt đền cho Manchester United vì phạm lỗi với Edinson Cavani, nhưng trợ lý trọng tài Graham Scott đã bỏ qua quyết định này do tình huống phạm lỗi xảy ra bên ngoài vòng cấm. Ché Adams của Southampton sau đó được cho là đã việt vị trước khi tự mình ghi bàn ở phút thứ 53; bàn thắng này ban đầu đã được cho phép trước khi có sự can thiệp của VAR. Tỉ số là 4–0 trước hai tình huống này. Chiến thắng giúp Manchester United giữ vị trí thứ hai trên BXH, trong khi Southampton rơi xuống vị trí thứ 12.

## Trận đấu

### Chi tiết
| Manchester United | 9–0      | Southampton |
| --- | -------- | ----------- |
| - Wan-Bissaka 18' - Rashford 25' - Bednarek 34' (l.n.) - Cavani 39' - Martial 69', 90' - McTominay 71' - Fernandes 87' (ph.đ.) - James 90+3' | Chi tiết |             |

| Manchester United | Southampton |

| GK                  | 1  | David de Gea      |     |     |
| RB                  | 29 | Aaron Wan-Bissaka |     |     |
| CB                  | 2  | Victor Lindelöf   |     |     |
| CB                  | 5  | Harry Maguire (c) | 52' |     |
| LB                  | 23 | Luke Shaw         |     | 45' |
| CM                  | 39 | Scott McTominay   |     |     |
| CM                  | 17 | Fred              |     |     |
| RW                  | 11 | Mason Greenwood   |     |     |
| AM                  | 18 | Bruno Fernandes   |     |     |
| LW                  | 10 | Marcus Rashford   |     | 60' |
| CF                  | 7  | Edinson Cavani    |     | 45' |
| Dự bị:              |    |                   |     |     |
| GK                  | 26 | Dean Henderson    |     |     |
| DF                  | 3  | Eric Bailly       |     |     |
| DF                  | 27 | Alex Telles       |     |     |
| DF                  | 33 | Brandon Williams  |     |     |
| MF                  | 6  | Paul Pogba        |     |     |
| MF                  | 21 | Daniel James      |     | 60' |
| MF                  | 31 | Nemanja Matić     |     |     |
| MF                  | 34 | Donny van de Beek | 53' | 45' |
| FW                  | 9  | Anthony Martial   |     | 45' |
| Người quản lí:      |    |                   |     |     |
| Ole Gunnar Solskjær |    |                   |     |     |

| GK               | 1  | Alex McCarthy         |     |     |
| RB               | 31 | Kayne Ramsay          | 42' |     |
| CB               | 35 | Jan Bednarek          | 86' |     |
| CB               | 5  | Jack Stephens         | 45' |     |
| LB               | 3  | Ryan Bertrand         |     |     |
| RM               | 12 | Moussa Djenepo        |     | 78' |
| CM               | 8  | James Ward-Prowse (c) |     |     |
| CM               | 64 | Alex Jankewitz        | 2'  |     |
| LM               | 17 | Stuart Armstrong      | 89' |     |
| CF               | 10 | Ché Adams             |     |     |
| CF               | 9  | Danny Ings            |     | 70' |
| Dự bị:           |    |                       |     |     |
| GK               | 41 | Harry Lewis           |     |     |
| GK               | 44 | Fraser Forster        |     |     |
| DF               | 62 | Allan Tchaptchet      |     | 78' |
| MF               | 11 | Nathan Redmond        |     | 70' |
| MF               | 47 | Will Ferry            |     |     |
| MF               | 52 | Ryan Finnigan         |     |     |
| MF               | 65 | Caleb Watts           |     |     |
| MF               | 72 | Kegs Chauke           |     |     |
| FW               | 40 | Dan N'Lundulu         |     |     |
| Người quản lí:   |    |                       |     |     |
| Ralph Hasenhüttl |    |                       |     |     |

| Cầu thủ xuất sắc nhất trận: - Bruno Fernandes (Manchester United) Trợ lý trọng tài: - Trợ lý trọng tài: - Darren Cann - Ian Hussin - Trợ lý trọng tài thứ 4: - Lee Mason - Trọng tài VAR: - Graham Scott - Trợ lý trọng tài VAR: - Stephen Child | Luật thi đấu - 90 phút - Không hiệp phụ hay đá luân lưu - 9 cầu thủ trên băng ghế dự bị, tối đa 3 quyền thay người |